# Краль Василь
Василь Краль (псевдо: «Чавс»; 9 лютого 1917, с. Великий Дорошів, Жовківський район, Львівська область — 26 вересня 1976, м. Дзержонюв, Нижньосілезьке воєводство, Польща) — український військовик, поручник УПА, командир сотні «Галайда-2» в ТВ-12 «Климів», та сотні («підвідділ 114») в ТВ-28 «Данилів».

## Життєпис
Народився 9 лютого 1917 року у селі Великий Дорошів, (тепер Жовківського району Львівської області. (За даними повстанського реєстру і документів польської поліції, хоча він подав після арешту іншу дату - 26 травня 1913). Закінчив сім класів народної школи. Від початку 1930-х належав до Юнацтва Організації Українських Націоналістів.
Заарештований польською поліцією 13 січня 1938 року у Жовкві. Обвинувачений на  процесі проти 35 українців за приналежність до ОУН, який відбувся у Львові 3-8 жовтня 1938. Засуджений на 4 роки. 
Вийшов на волю із початком Другої світової війни. Перейшов на окуповані Німеччиною території та вступив на службу в українську поліцію. Працював у селах Межилісся i Заболоття на Підляшші (тепер Більський повіт Люблінського воєводства); був комендантом станиці поліції в Щеп’ятині (тепер Томашівський повіт Люблінського воєводства). 

### Служба в УПА
У червні 1944 перейшов до УПА. Служив у військово-польовій жандармерії при штабі Львівської воєнної округи «Буг», охороняв керівника політвиховного відділу цього штабу Василя Ваврука-«Ватюгу». 
Наказом УПА - Захід ч. 12 від 28.04.1945 р. «Чавсу» признано ступінь булавного.  
Із серпня 1945 року на Закерзонні. За військово-територіальним поділом УПА територія Грубешівщини, Холмщини, Підляшшя i Любачівщини навесні 1945 р. відійшла до Воєнної округи (ВО) УПА «Сян», але попередньо належала до ВО-2 «Буг» i тут у рейдах перебували відділи зі Львівщини. Командує чотою у сотні «Галайда-2». Після того, як командир округи Василь Левкович ухвалив рішення про поділ сотні «Галайда 2» на дві частини, то одну, чисельністю до 50 осіб очолив Василь Краль. 
Інша, під командуванням Василя Панаса - «Сивого», перейшла польсько-радянський кордон i повернутися на Львівщину. Сотня (підвідділ) «Галайда 2» (коротко теж носив назву «Романовичі») під командуванням Василя Краля діяв аж до розформування у 1947 році, формально належачи до Львівської ВО «Буг», але у оперативному підпорядкуванні в тактичному відтинку «Данилів», який входив до ВО-6 «Сян». Тобто, одночасно існували два підвідділи (сотні) УПА з однаковою назвою «Галайда 2», причому один діяв на Львівщині, а інший - на Закерзонні. Восени 1945 підвідділ Краля-«Чавса» отримав номер — 114.
15 серпня на чолі сотні взяв участь у рейді з-під села Брусно (тепер Любачівський повіт Підкарпатського воєводства) до Підляшшя. Знищили автомашину із офіцером МВД та декількома солдатами біля села Грабівка (тепер Парчевський повіт Люблінського воєводства). Разом із представниками теренової мережі ОУН брав участь у переговорах із представниками польського антикомуністичного підпілля, які відбулися 27 жовтня 1945 р. на колонії Тучна (тепер Більський повіт Люблінського воєводства). 6 листопада 1945 сотня повернувся до с. Ліски (тепер Грубешівський повіт Люблінського воєводства, Польща).   
Наказом УПА-Захід ч. 17 від 1.01.1946 р. В.Краль - «Чавс» підвищений до ступеня старшого булавного, а вже наказом Головного військового штабу ч. 1/46 від15.02.1946 р. йому присвоєно ступінь хорунжого з датою старшинства 22.01.1946 р. 
10 квітня 1946 року керував засідкою на військову автомашину на шосе Угнів-Белз. Ворожі втрати склали 12 вбитими, зокрема поручник Війська польського i лейтенант МВД.
Командував діями свого підрозділу в спільному наскоку на місто Грубешів, здійсненому УПА та польською підпільною організацією «Вольносць i Нєзавіслосць» 27-28 травня 1946 року. 
Після демобілізації сотні, разом із групою повстанців у жовтні 1947 року перебрався у Західну Польщу, на Помор’я. Звідси вони мали зв’язок із командиром ВО-6 «Сян», фактичним керівником підпілля у Польщі Мирославом Оникевичем - «Орестом» та окружним провідником Євгеном Штендерою - «Прірвою», який перебував у Східній Пруссії. 
10 лютого 1948 року заарештований у м. Дравсько-Поморське (тепер Західнопоморське воєводство, Польща). Присудом військового суду в Любліні 10 лютого 1949 року засуджений на кару смерті. 9 травня 1949 вирок замінили надовічне ув’язнення. 

### Після арешту
Вийшов на волю у 1955 році. Працював касиром у ПР (Panstwowe Gospodarstwo Rolne — польський аналог радгоспу) у містечку Білий Бор (тепер Щецінецький повіт Західно-поморського воєводства, Польща). Опісля перебрався на Шлезьк, де працював на фабриці радіоприймачів «Діора» у м. Дзєржонюв (тепер Дольносльонське воєводство, Польща). Хворів на туберкульоз, пережив два інфаркти. Помер 26 вересня 1976 року у Дзєржонюві.